# MISSLIM
《MISSLIM》(일본어: ミスリム)는 아라이 유미의 두 번째 앨범이다. 1974년 10월 5일에 도시바 EMI에서 발매되었다. 음원 발매권의 사정으로 인해 잠깐 알파 레코드에서 발매된 적도 있다.

## 해설
- 타이틀은 ‘MISS SLIM’의 조어.
- 자켓 사진은 이탈리안 레스토랑 CHIANTI(キャンティ)의 오너 가와조에 가지코(川添梶子)의 자택을 촬영한 것.
- 1976년의 연간 앨범 판매량 11위에 올랐다.

## 수록곡
A면
1. 生まれた街で 우마레타마치데[*] 태어난 거리에서
당초는 오토바이의 CM송으로 사용될 예정이었다고 한다. 노래에서 말하는 ‘태어난 거리’는 유밍이 ‘태어난 거리’인 하치오지시를 말한다.
2. 瞳を閉じて 히토미오 토지테 눈을 감고
나가사키현 고토시 고토고등학교 나루분교 (현 나루고등학교)의 학생이 라디오 프로그램의 '노래를 만들어드립니다' 코너에 나루분교의 교가를 만들어달라는 사연을 보냈고, 그 학교의 교가로 만들어진 곡이다. 1988년에는 노래비가 세워졌으며, 유밍도 제막식에 참가했다. 함께 발매된 싱글 〈12월의 비〉의 B면에 수록되었다. 2000년에 영화 〈스위트 스위트 고스트〉의 주제가가 되었으며, 2018년에는 45주년 기념 앨범의 타이틀곡으로 쓰였다.
3. やさしさに包まれたなら 야사시사니쓰쓰마레타나라[*] 부드럽게 감싸준다면 (album version)
3번째 싱글로 발매된 곡. 앨범 버전은 1989년의 마녀 배달부 키키의 엔딩곡으로 사용되어, 지금은 앨범 버전이 더 잘 알려져 있다. 1991년에는 TBS계열 〈유밍 드라마 북스〉로 드라마화되었다. 2001년에는 뉴욕현대미술관 뉴욕 근대 미술전의 이미지 송으로 이용되었으며, 2005년에는 JR동일본 ‘Suica캠페인’의 CM송(‘suica와 나’, ‘짝사랑’)으로 이용되었다. 짝사랑편에는 유밍도 출연했다. 2007년에는 후지 텔레비전의 ‘엄마가 요리를 하는 이유’(ママが料理をつくる理由)의 주제가로도 채택되었다. 싱글 버전은 《YUMING BRAND》에 수록되었다.
4. 海を見ていた午後 우미오미테이타고고[*] 바다를 보고 있던 오후
요코하마의 레스토랑 ‘돌핀’에는 유밍의 팬이 자주 방문한다.
5. 12月の雨 쥬니가쓰노아메[*] 12월의 비
4번째 싱글로 앨범과 함께 발매되었다. 코러스 어레인지를 야마시타 다쓰로가 맡았고, 코러스에는 슈가 베이브도 참여했다.

B면
1. あなただけのもの 아나타다케노모노[*] 당신만의 것
2. 魔法の鏡 마호노카가미[*] 마법의 거울 (album version)
싱글 버전과는 2절의 초반 가사가 미묘하게 다르다. 유밍의 팬인 에구치 히사시가 1992년에 발간한 자신의 책 《에구치 히사시의 폭발 디너쇼》에서 이 곡을 ‘뉴뮤직 이미지 코믹’으로 코미컬라이즈. 1976년에는 사오토메 아이, 1993년에는 사와다 지카코, 1994년에는 나카모리 아키나가 리메이크하여 《가희》에 수록되었다. 2006년NHK총합 ‘그 노래가 들린다’로 특집화되었다. 싱글 버전은 《YUMING BRAND》에 수록되었다.
3. たぶんあなたはむかえに来ない 다분아나타와무카에니키나이[*] 아마도 당신은 마중오진 않아
마쓰토야 마사타카와 야마시타 다쓰로도 편곡에 참가.
4. 私のフランソワーズ 와타시노프랑소와즈[*] 나의 프랑수아
2002년에 오오누키 다에코가 리메이크. 유밍이 프랑수아 하디를 노래하는 독백조의 노래.
5. 旅立つ秋 다비다쓰아키[*] 여행을 떠나는 가을
TBS 라디오 《하야시 요시오의 팩 인 뮤직》의 마지막회를 맞아 만들어진 노래. 2절의 가사가 그 프로그램의 끝을 암시하는 내용으로 이루어져 있다. 1974년에 하세가와 기요시, 2005년에 와타나베 가즈미가 리메이크.

- 작사·작곡 : 아라이 유미, 편곡 : 마쓰토야 마사타카
- 코러스 어레인지 : 야마시타 다쓰로

## 참가 뮤지션
- 키보드 : 마쓰토야 마사타카
- 드럼 : 하야시 다쓰오
- 베이스 : 호소노 하루오미
- 전기기타: 스즈키 시게루
- 퍼커션: 호소노 하루오미(A-1, A-5), 사이토 노부오(A-1, B-1), 하야시 다쓰오(A-1, A-2, A-4, B-1, B-3)
- 플랫만돌린 : 마쓰토야 마사타카(B-2)
- 플루트 : 시미즈 마키오(A-2)
- 어쿠스틱 기타 : 요시카와 주에이(A-2, A-3, A-5), 세토 류스케(B-5)
- 12줄 기타 : 스즈키 시게루(A-5), 세토 류스케(A-3, B-5)
- 페달 스틸 기타 : 고마자와 히로키(A-3)
- 코러스 : 아라이 유미(A-3), 슈가 베이브(A-1, A-2, A-5, B-3), 요시다 미나코(A-1, B-1, B-3), 야마시타 다쓰로(B-1), 스즈키 아키코(B-1), 오누키 다케오(B-1)